# افسانه آفرینش ژاپنی

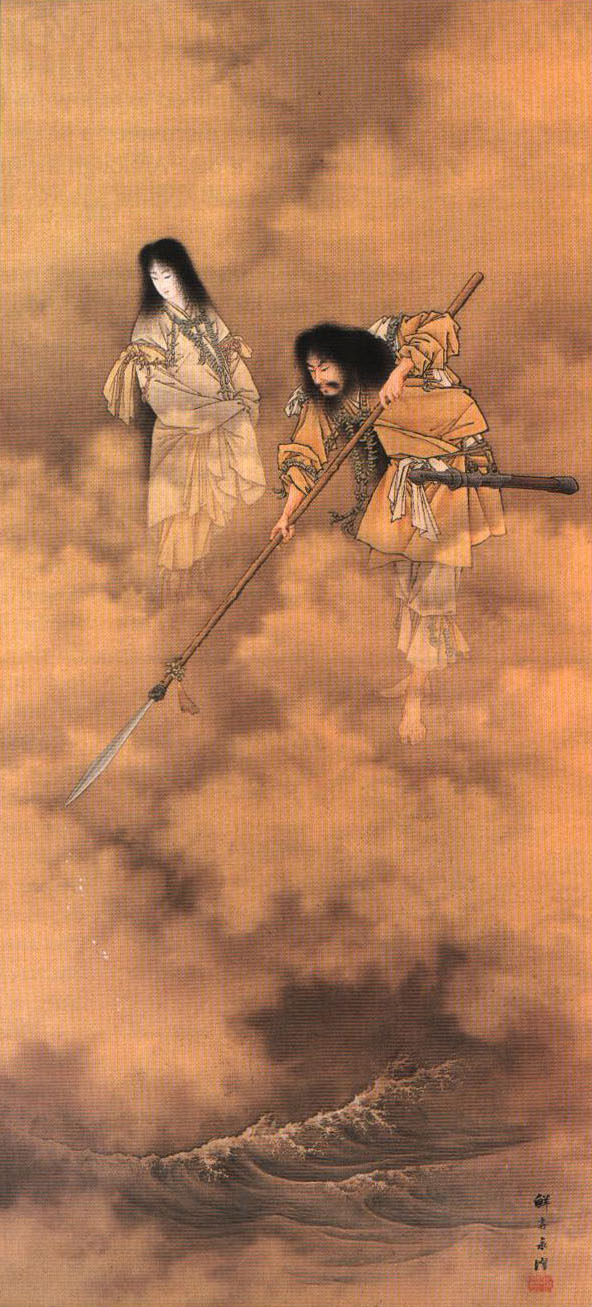
ایزانامی و ایزاناگی-در حال افرینش زمین

افسانه آفرینش ژاپنی (به ژاپنی: 天地開闢, Tenchi-kaibyaku)، به معنای واقعی کلمه «آفرینش آسمان و زمین» اسطوره آفرینش در اساطیر ژاپن است که تولد افسانه‌ای جهان آسمانی و تولد اولین خدایان و تولد مجمع الجزایر ژاپن را بیان می‌کند.
این داستان در دست اول در ابتدای کوجیکی (۷۱۲)، اولین کتاب نوشته شده در ژاپن و نیهون‌شوکی (۷۲۰) شرح داده شده‌است. هر دو کتاب اساس ادبی اسطوره‌های ژاپنی و شینتو را تشکیل می‌دهند. با این حال، داستان آفرینش از جنبه‌های مختلفی بین این آثار متفاوت است.طبق یکی از استطوره ها ایزانامی و ایزاناگی از اسمان٬ از بهشت تاکاماگاهارا به زمین فرود می ایند سپس شمشیر (Amenonuhoko)  天之瓊矛 امنونهوکو را داخل دریا فرو می کنند وقتی  شمشیر را از اب بیرون می اورند از نوک شمشیر نمک می چکد و سپس از ان نمک  جزیره اونوگورو_شیما پدید می اید. 